# Budget

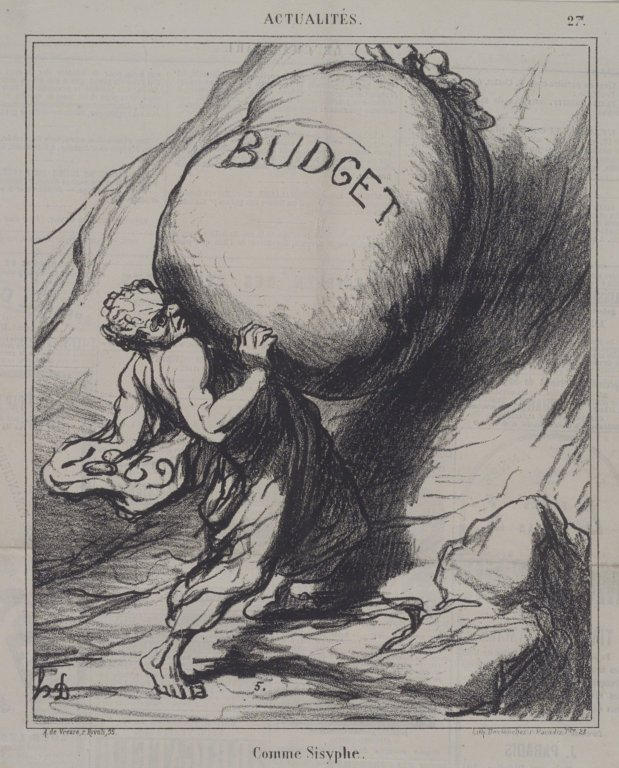
Comme Sisyphe, litografia di Honoré Daumier (1869)

Il bilancio di previsione, detto anche budget (parola inglese), è un documento contabile che generalmente gli enti pubblici e privati sono tenuti a redigere, in cui vengono stabiliti gli atti di previsione relativi a un futuro bilancio d'esercizio al fine di conseguire un determinato risultato; esso rientra tra gli strumenti fondamentali di programmazione aziendale e controllo dell'attività economica.
Il bilancio di previsione viene anche detto budget (termine inglese, derivato dal francese bougette, traducibile in italiano come "borsa"); il termine è anche usato fuori dell'ambito aziendale, sia con il suo significato di base, ristretto, ad esempio all'ambito familiare, sia anche – seppur impropriamente, ma diffusamente – per indicare "quanto c'è in cassa da spendere" ossia la "disponibilità" del momento.
Ne è derivato anche l'aggettivo italiano "budgetario" (pronuncia "baggetàrio") o "buggettario" per indicare ciò che riguarda il budget.

## Caratteristiche
Di norma si riferisce all'anno contabile (detto: "esercizio") successivo a quello in cui viene elaborato.
Il budget che prevede gli aspetti economico-finanziari è denominato profit plan ("programma del profitto"). Nelle aziende che lo utilizzano è strettamente collegato con sistemi di "valutazione delle performance". Partendo dalla previsione delle vendite e tenendo conto delle scorte esistenti e dei costi da sostenere (ore uomo, materie prime, servizi esterni e così via) espone i ricavi presunti.
È tuttavia da tenere conto che il budget non fornisce una reale situazione economico-patrimoniale previsionale necessaria sia per prevedere i reali flussi di cassa (non solo legati al budget, ma legati anche a tempi previsti di incasso e pagamento) sia per ottenere gli indici di bilancio necessari alla valutazione reale di un'azienda. Al fine di ottenere da un budget tradizionale gli indici di bilancio è fondamentale applicare al budget il metodo della contabilità previsionale che sviluppa in base al budget (o ai budget) una vera e propria contabilità in partita doppia da cui è possibile determinare tutti gli indici di bilancio.

## Contenuto e struttura
La struttura essenziale del budget (previsioni) ricalca lo schema del bilancio di esercizio (risultati) e non potrebbe essere altrimenti, in quanto questi devono poter essere confrontati.
Una differenza fondamentale tra budget e bilancio è nel fatto che nel budget entrano in gioco anche le quantità (oltre ai valori monetari), sia nella stima dei ricavi sia nei costi delle risorse necessarie alla produzione e ai servizi. In piccole realtà aziendali i due schemi sono pressoché identici.
Quale che sia la complessità operativa dell'azienda il budget è composto da due parti principali:
- il "budget operativo", che illustra in sintesi il conto economico preventivo;
- il "budget finanziario", che illustra e dettaglia i flussi finanziari derivanti dalle previsioni economiche fatte, più gli investimenti e la cassa.

Il budget operativo è così chiamato perché scende nei dettagli operativi dell'azienda ed è costituito da una serie, anche notevole, di budget settoriali di supporto finali (schede di budget).
Di seguito sono elencati quelli più rappresentativi e che possono essere messi a confronto con le corrispondenti voci del conto economico di esercizio:
- ricavi: valore del venduto (prodotti e/o servizi)
- produzione: stima quantitativa della produzione
- materie prime: (da scorte o acquistate)
- manodopera diretta: dalla stima di ore di manodopera diretta per i coefficienti orari previsti
- costi generali di produzione: manodopera indiretta, energia, manutenzione, ammortamenti, eccetera
- scorte finali
- costo del venduto: materie prime più manodopera diretta più costi generali, meno scorte finali
- altri costi: progettazione, ricerca e sviluppo, marketing, distribuzione, postvendita, eccetera

In fase di programmazione di un lavoro/progetto il budget rappresenta il capitale disponibile come previsione di spesa per l'intera realizzazione del lavoro/progetto (costi per manodopera, progettazione, materiali, eccetera).
Il budget è articolato in quattro piani che sono redatti a livello dell'azienda nel suo complesso:
- piano degli investimenti (punto di partenza del budget in quanto non richiede ulteriori informazioni in input);
- piano economico: ricavi, costi, margini, utile;
- piano patrimoniale: attivo immobilizzato, attivo circolante, capitale permanente, passivo corrente;
- piano finanziario: fonti-impieghi, o fabbisogni-coperture, distinte in breve e lungo termine.

## Funzioni
Le principali funzioni del budget, oltre a essere un documento di previsione, sono:
- funzione di direzione; è la chiara rappresentazione della "traiettoria" programmata del sistema impresa. Come strumento di pianificazione il budget permette inoltre di prevedere i problemi e le difficoltà future e di decidere in anticipo le azioni necessarie per contrastarli;
- funzione di controllo e gestione; controllare il sistema impresa significa fare in modo che la sua evoluzione segua la "traiettoria" programmata rappresentata dal budget anche quando si verificano eventi perturbatori che provochino deviazioni, ponendo in essere gli interventi necessari per correggere le deviazioni dal percorso prefissato;
- funzione di motivazione al coordinamento e alla cooperazione; il budget, in quanto composto da parti coordinate, è un importante mezzo organizzativo in quanto contribuisce a rendere massimo il coordinamento, e automatica la cooperazione al raggiungimento degli obiettivi aziendali.

### Ilbudgetcome strumento familiare o personale
Il budget familiare o personale è costituito essenzialmente dall'elenco delle entrate, come retribuzioni, pensioni e qualsiasi altro tipo di ricavo, oltre a una previsione delle uscite, ossia delle spese di qualsiasi natura, sia variabili sia fisse come, ad esempio, affitto, mutuo, assicurazioni, ma anche cibo, acqua, luce, telefono e così via.
Le entrate dovrebbero essere sufficienti a coprire (pareggiare) le uscite. In caso negativo è necessario prevedere come coprire la parte mancante, ad esempio con un prestito, oppure tagliare eventuali spese, o ancora rimandare al futuro la parte non disponibile usufruendo di acquisti a rate (con finanziamento).

### Ilbudgetcome strumento aziendale
Nell'ambito dei sistemi di controllo di gestione il budget riveste un ruolo molto importante, non tanto e non solo come riferimento operativo generale sull'andamento dell'azienda (in confronto a quanto previsto), ma anche perché, nel suo processo di preparazione:
- obbliga tutte le aree aziendali a riflettere sulle attività di propria competenza, impostare programmi e monitorare (controllare continuamente) le attività quando i programmi diventano operativi.
- promuove (anche obbliga) la comunicazione tra le diverse aree aziendali e il confronto su fabbisogni spesso contrastanti;
- di conseguenza fornisce dei criteri di valutazione delle performance (necessariamente) condivisi.

## Il processo di preparazione
Il budget è il documento formale risultante da un processo di elaborazione che può durare alcuni mesi, suddiviso in diverse fasi. Tutto ha inizio con un "comitato di budget" che suggerisce all'amministratore delegato le linee guida generali che l'organizzazione deve seguire. Se questo le approva, il comitato provvede a comunicarle ai centri di responsabilità, coordinando la preparazione dei propri budget. Essi vengono poi "assemblati" nel "master budget", che viene poi risottoposto al consiglio di amministrazione perché venga approvato.
Solitamente il budget è preparato una volta l'anno, ma alcune organizzazioni seguono la prassi di preparare ogni trimestre un nuovo budget, eliminando la parte relativa al trimestre precedente. Questo tipo di budget è chiamato "budget scorrevole" o "rolling budget".
Le fasi principali della preparazione sono sette:
- definizione delle linee guida e degli obiettivi del budget: esso in realtà costituisce il perfezionamento di decisioni che sono già state prese dai centri di responsabilità;
- preparazione del budget delle vendite: esso incide molto sulla preparazione degli altri budget e deve essere preparato nella fase iniziale. Non è possibile stabilire con certezza l'ammontare delle entrate, dunque vengono effettuate delle stime per creare delle previsioni di vendita;
- preparazione di massima degli altri budget: vengono distribuite le linee guida a tutti i livelli dell'organizzazione che preparano il proprio budget, partendo dai centri di responsabilità più bassi dell'organizzazione. Questi budget vengono in seguito comunicati ai centri di responsabilità superiori, che dovrebbero fare la stessa cosa con i superiori successivi, salendo fino al vertice dell'impresa;
- la negoziazione: una fase fondamentale che coinvolge i manager dei centri di responsabilità che hanno preparato un budget con i propri superiori. Il budget è anche uno strumento per comunicare ciò che accadrà, ma generalmente c'è una differenza fra l'output teorico massimo e l'output che ci si può realmente attendere da un centri di responsabilità. Questo perché i manager possono avere la tendenza a inserire nel budget delle risorse superiori a quelle realmente necessarie, così da tutelarsi in caso di eventi imprevisti, come la rottura di un macchinario. A volte i superiori impongono arbitrariamente un taglio del 5% sui budget dei centri di responsabilità inferiori per ridurre questa sovrabbondanza di risorse domandate;
- coordinamento e revisione delle singole componenti del budget: eventuali modifiche del budget a livelli più alti implica delle rettifiche anche ai livelli inferiori. A mano a mano che i singoli budget "risalgono" la gerarchia dell'impresa, essi sono esaminati come componenti di un piano molto più ampio che deve risultare equilibrato nel suo complesso;
- approvazione finale e distribuzione: l'alta direzione deve approvare il budget finale perché venga messo in esercizio;
- revisioni nel corso dell'anno: prassi non seguita da tutte le organizzazioni. Alcuni critici sostengono che un budget rivisto ha una credibilità ridotta.

Va sottolineato quanto sia importante il coordinamento durante la preparazione del budget. Infatti:
- tutti i fattori di produzione o servizio delle funzioni aziendali devono essere armonizzati e bilanciati verso un obiettivo comune: ciascuna funzione è obbligata a relazionarsi con tutte le altre;
- la funzione acquisti non può prescindere dai fabbisogni della produzione;
- la produzione, a sua volta, deve avere un'esatta conoscenza del piano e dei tempi delle vendite per programmare al meglio gli impianti (e la manutenzione);
- la logistica deve poter supportare al meglio tutta la movimentazione da e per l'azienda;
- il responsabile del personale deve far quadrare i conti tra ore/uomo richieste e turnazioni di varia natura con l'organico disponibile e quello eventualmente da assumere.

Quando invece l'attività è tipicamente stagionale, come ad esempio la produzione di panettoni, la durata si adatta al numero di mesi necessari a concludere la stagione di produzione (che precede quella di vendita, a carico della grande distribuzione). In altri casi la durata può anche essere molto più lunga, come ad esempio per uno stabilimento mono-prodotto che deve lanciare un nuovo modello di autovettura. Il budget deve (tende a) coprire tutto l'arco di tempo necessario alla progettazione, produzione, vendita e un congruo periodo di post vendita. In questi casi la durata può essere tranquillamente di alcuni anni.
I budget che abbracciano l'azienda nella sua totalità sono:
- budget degli investimenti: è il punto di partenza, perché non richiede informazioni da altri budget. Fornisce la variazione di capitale fisso al budget patrimoniale, gli ammortamenti al budget economico, i fabbisogni di risorse (uscite) al budget finanziario. Gli investimenti riguardano progetti proposti da tutte le aree: ricerca e sviluppo e produzione, marketing (pubblicità, mezzi di trasporto, depositi e filiali, eccetera) e servizi amministrativi e generali (per sistemi informatici, per macchine e attrezzature d'ufficio, apertura nuove sedi e così via);
- budget economico: costi e ricavi;
- budget finanziario: flussi in entrata ed uscita. È composto da prospetto fonti-impieghi (autofinanziamento da gestione reddituale, aumenti di debiti a breve e lungo termine, disinvestimenti di capitale fisso e circolante; impieghi: inviti in immobilizzazioni, aumenti di crediti e scorte, rimborsi di debiti, pagamento di dividendi e rimborsi di capitale proprio) e dal budget di cassa o di tesoreria;
- budget patrimoniale: stato patrimoniale alla data di chiusura dell'esercizio, che si ottiene aggiungendo per incremento o decremento i flussi del budget finanziario ai valori dello stato patrimoniale iniziale. È opportuno che sia redatto come riclassificato secondo criteri finanziari, così da essere meglio confrontabile con budget finanziario e per aumentarne l'efficacia espressiva.

Il budget economico è a sua volta suddiviso in budget divisionali, di funzione (o operativi) ed eventualmente per progetto/commessa (che associa una linea di prodotti a una classe di clientela: matrice prodotto/mercato). Il dato di base deriva dalla domanda di mercato a partire dalla quale viene redatto il budget delle vendite che è poi nettificato dalle esistenze iniziali di prodotti finiti per determinare il budget della produzione.
Nelle aziende manifatturiere che producono prodotti standardizzati (di cui è nota una distinta base e un ciclo di produzione) conoscendo il coefficiente standard unitario fisico di impiego di ogni materia nel prodotto finito (e in modo analogo le ore di lavoro diretto necessarie per unità di prodotto) è possibile facilmente determinare: il budget dei consumi, del lavoro diretto, dei costi indiretti di produzione. Questo calcolo semi-automatico (o del tutto automatico) segue il processo del Material Requirements Planning con una logica "backward", che muove cioè "a ritroso", dal vertice del prodotto finito fino alle foglie ultime dell'albero (la distinta base), nettificando a ogni livello le rimanenze di magazzino.
Le quantità unitarie sono poi valorizzate (moltiplicate) per il prezzo medio di acquisto, mentre i tempi standard di lavoro diretto per una tariffa oraria media "della manodopera diretta" che tiene appunto conto del costo complessivo del personale diretto (non della forza motrice o dell'ammortamento delle macchine utensili).
Dal budget delle materie prime, nettificando le esistenze iniziali e le rimanenze finali, si ottiene il budget degli acquisti. Il budget del lavoro diretto (chiamato anche carichi di lavoro) viene mensilizzato e dettagliato per centri di costo per tenere conto dei diversi profili di competenze tecniche degli operatori diretti e tipologie di macchine utensili da saturare con la produzione, ed è prodotto dai responsabili della gestione caratteristica (produzione): le ore dirette previste vengono confrontati con il dato di disponibilità teorica (210 giorni lavorativi per addetto) ed effettiva, fornito in genere dalla funzione del personale: la disponibilità effettiva è corretta per tenere conto di pause, ferie e assenze per sciopero o malattia. In questo modo è redatto il budget del personale che evidenzia l'eventuale vuoto-lavoro, picchi di stagionalità o necessità di aumentare l'organico di personale diretto, con le possibili azioni correttive: esternalizzazioni di attività (scelte di make or buy tattico), ricorso al lavoro straordinario, acquisto di macchinari più efficienti e veloci.
Dall'aggregazione di budget delle materie prime, materiali diretti e costi indiretti viene redatto il budget del costo del venduto.